# 19e étape du Tour de France 2020
Pour un article plus général, voir Tour de France 2020.
La 19e étape du Tour de France 2020 se déroule le vendredi 18 septembre 2020 entre Bourg-en-Bresse et Champagnole, sur une distance de 166,5 kilomètres.

## Parcours
L'étape n'est pas si facile que sur le profil, en effet en plus de la côte de Château-Chalon (4,3 km à 4,7 %), la fin de la course est vallonnée avec de nombreuses bosses.

## Déroulement de la course
Rémi Cavagna (Deceuninck-Quick Step) s'échappe en solitaire. Benoit Cosnefroy et Pierre Rolland sortent du peloton à un peu plus de 3 km du sprint intermédiaire, rejoints par Luke Rowe (Ineos). Sam Bennett est 5e du sprint intermédiaire, juste devant Peter Sagan et Michael Mørkov. Le trio de poursuite rejoint ensuite Cavagna, mais le quatuor est repris à 36 km de l'arrivée. Le peloton va être secouer par plusieurs mouvements de contre-attaques, avant qu'un groupe de 7 coureurs se détâche à 31 km du but, rejoints un peu plus loin par 5 autres éléments. Parmi les hommes de tête, on retrouve les trois premiers du classement par points. Søren Kragh Andersen s'extrait de ce groupe à 16 km de l'arrivée et résiste au retour de ses ex-compagnons d'échappée. Le danois lève les bras avec 53 secondes d'avance sur Luka Mezgec et Jasper Stuyven (Trek-Segafredo). A 1 minute 02 du vainqueur, le maillot vert remporte le sprint pour la 8e place, en devançant Sagan et Trentin. Aucun changement au classement général n'est à remarquer.

## Résultats

### Classement de l'étape
| Classement de la 19e étape | Classement de la 19e étape | Classement de la 19e étape | Classement de la 19e étape | Classement de la 19e étape |
|                            | Coureur                    | Pays                       | Équipe                     | Temps                      |
| -------------------------- | -------------------------- | -------------------------- | -------------------------- | -------------------------- |
| 1er                        | Søren Kragh Andersen       | Danemark                   | Sunweb                     | en 3 h 36 min 33 s         |
| 2e                         | Luka Mezgec                | Slovénie                   | Mitchelton-Scott           | + 53 s                     |
| 3e                         | Jasper Stuyven             | Belgique                   | Trek-Segafredo             | + 53 s                     |
| 4e                         | Greg Van Avermaet          | Belgique                   | CCC                        | + 53 s                     |
| 5e                         | Oliver Naesen              | Belgique                   | AG2R La Mondiale           | + 53 s                     |
| 6e                         | Nikias Arndt               | Allemagne                  | Sunweb                     | + 53 s                     |
| 7e                         | Luke Rowe                  | Royaume-Uni                | Ineos Grenadiers           | + 59 s                     |
| 8e                         | Sam Bennett                | Irlande                    | Deceuninck-Quick Step      | + 1 min 2 s                |
| 9e                         | Peter Sagan                | Slovaquie                  | Bora-Hansgrohe             | + 1 min 2 s                |
| 10e                        | Matteo Trentin             | Italie                     | CCC                        | + 1 min 2 s                |
| modifier                   |                            |                            |                            |                            |

### Points attribués
| Sprint intermédiaire Mournans (km 117,5) | Sprint intermédiaire Mournans (km 117,5) | Sprint intermédiaire Mournans (km 117,5) | Sprint intermédiaire Mournans (km 117,5) | Sprint intermédiaire Mournans (km 117,5) |
| ---------------------------------------- | ---------------------------------------- | ---------------------------------------- | ---------------------------------------- | ---------------------------------------- |
|                                          | Coureur                                  | Pays                                     | Équipe                                   | Point(s)                                 |
| 1er                                      | Rémi Cavagna                             | France                                   | Deceuninck-Quick Step                    | 20                                       |
| 2e                                       | Benoît Cosnefroy                         | France                                   | AG2R La Mondiale                         | 17                                       |
| 3e                                       | Luke Rowe                                | Royaume-Uni                              | Ineos Grenadiers                         | 15                                       |
| 4e                                       | Pierre Rolland                           | France                                   | B&B Hotels-Vital Concept                 | 13                                       |
| 5e                                       | Sam Bennett                              | Irlande                                  | Deceuninck-Quick Step                    | 11                                       |
| 6e                                       | Peter Sagan                              | Slovaquie                                | Bora-Hansgrohe                           | 10                                       |
| 7e                                       | Michael Mørkøv                           | Danemark                                 | Deceuninck-Quick Step                    | 9                                        |
| 8e                                       | Matteo Trentin                           | Italie                                   | CCC                                      | 8                                        |
| 9e                                       | Kasper Asgreen                           | Danemark                                 | Deceuninck-Quick Step                    | 7                                        |
| 10e                                      | Dries Devenyns                           | Belgique                                 | Deceuninck-Quick Step                    | 6                                        |
| 11e                                      | Wout van Aert                            | Belgique                                 | Jumbo-Visma                              | 5                                        |
| 12e                                      | Sepp Kuss                                | États-Unis                               | Jumbo-Visma                              | 4                                        |
| 13e                                      | Daniel Oss                               | Italie                                   | Bora-Hansgrohe                           | 3                                        |
| 14e                                      | Peio Bilbao                              | Espagne                                  | Bahrain-McLaren                          | 2                                        |
| 15e                                      | Mads Pedersen                            | Danemark                                 | Trek-Segafredo                           | 1                                        |
| modifier                                 |                                          |                                          |                                          |                                          |

| Arrivée d'étape Champagnole (km 166,5) | Arrivée d'étape Champagnole (km 166,5) | Arrivée d'étape Champagnole (km 166,5) | Arrivée d'étape Champagnole (km 166,5) | Arrivée d'étape Champagnole (km 166,5) |
| -------------------------------------- | -------------------------------------- | -------------------------------------- | -------------------------------------- | -------------------------------------- |
|                                        | Coureur                                | Pays                                   | Équipe                                 | Point(s)                               |
| 1er                                    | Søren Kragh Andersen                   | Danemark                               | Sunweb                                 | 50                                     |
| 2e                                     | Luka Mezgec                            | Slovénie                               | Mitchelton-Scott                       | 30                                     |
| 3e                                     | Jasper Stuyven                         | Belgique                               | Trek-Segafredo                         | 20                                     |
| 4e                                     | Greg Van Avermaet                      | Belgique                               | CCC                                    | 18                                     |
| 5e                                     | Oliver Naesen                          | Belgique                               | AG2R La Mondiale                       | 16                                     |
| 6e                                     | Nikias Arndt                           | Allemagne                              | Sunweb                                 | 14                                     |
| 7e                                     | Luke Rowe                              | Royaume-Uni                            | Ineos Grenadiers                       | 12                                     |
| 8e                                     | Sam Bennett                            | Irlande                                | Deceuninck-Quick Step                  | 10                                     |
| 9e                                     | Peter Sagan                            | Slovénie                               | Bora-Hansgrohe                         | 8                                      |
| 10e                                    | Matteo Trentin                         | Italie                                 | CCC                                    | 7                                      |
| 11e                                    | Jack Bauer                             | Nouvelle-Zélande                       | Mitchelton-Scott                       | 6                                      |
| 12e                                    | Dries Devenyns                         | Belgique                               | Deceuninck-Quick Step                  | 5                                      |
| 13e                                    | Edvald Boasson Hagen                   | Norvège                                | NTT Pro Cycling                        | 4                                      |
| 14e                                    | Hugo Hofstetter                        | France                                 | Israel Start-Up Nation                 | 3                                      |
| 15e                                    | Bryan Coquard                          | France                                 | B&B Hotels-Vital Concept               | 2                                      |
| modifier                               |                                        |                                        |                                        |                                        |

|   |                      | \| \| Coureur \| Pays \| Équipe \| Secondes \| \| - \| -------------------- \| -------- \| ---------------- \| -------- \| \| 1 \| Søren Kragh Andersen \| Danemark \| Sunweb \| 10 s \| \| 2 \| Luka Mezgec \| Slovénie \| Mitchelton-Scott \| 6 s \| \| 3 \| Jasper Stuyven \| Belgique \| Trek-Segafredo \| 4 s \| |                  |          |
|   | Coureur              | Pays | Équipe           | Secondes |
| 1 | Søren Kragh Andersen | Danemark | Sunweb           | 10 s     |
| 2 | Luka Mezgec          | Slovénie | Mitchelton-Scott | 6 s      |
| 3 | Jasper Stuyven       | Belgique | Trek-Segafredo   | 4 s      |

### Cols et côtes
| \| Côte de Château-Chalon (km 82) 4e catégorie (4,3 km à 4,7%) \| Côte de Château-Chalon (km 82) 4e catégorie (4,3 km à 4,7%) \| Côte de Château-Chalon (km 82) 4e catégorie (4,3 km à 4,7%) \| Côte de Château-Chalon (km 82) 4e catégorie (4,3 km à 4,7%) \| Côte de Château-Chalon (km 82) 4e catégorie (4,3 km à 4,7%) \| \| ----------------------------------------------------------- \| ----------------------------------------------------------- \| ----------------------------------------------------------- \| ----------------------------------------------------------- \| ----------------------------------------------------------- \| \| \| Coureur \| Pays \| Équipe \| Point(s) \| \| 1er \| Rémi Cavagna \| France \| Deceuninck-Quick Step \| 1 \| \| modifier \| \| \| \| \| |              |        |                       |          |
| Côte de Château-Chalon (km 82) 4e catégorie (4,3 km à 4,7%) |              |        |                       |          |
| | Coureur      | Pays   | Équipe                | Point(s) |
| 1er | Rémi Cavagna | France | Deceuninck-Quick Step | 1        |
| modifier |              |        |                       |          |

### Prix de la combativité
- Rémi Cavagna (Deceuninck-Quick Step)

## Classements à l'issue de l'étape

### Classement général
| Classement général | Classement général | Classement général | Classement général | Classement général  |
|                    | Coureur            | Pays               | Équipe             | Temps               |
| ------------------ | ------------------ | ------------------ | ------------------ | ------------------- |
| 1er                | Primož Roglič      | Slovénie           | Jumbo-Visma        | en 83 h 29 min 41 s |
| 2e                 | Tadej Pogačar      | Slovénie           | UAE Emirates       | + 57 s              |
| 3e                 | Miguel Ángel López | Colombie           | Astana             | + 1 min 27 s        |
| 4e                 | Richie Porte       | Australie          | Trek-Segafredo     | + 3 min 6 s         |
| 5e                 | Mikel Landa        | Espagne            | Bahrain-McLaren    | + 3 min 28 s        |
| 6e                 | Enric Mas          | Espagne            | Movistar           | + 4 min 19 s        |
| 7e                 | Adam Yates         | Royaume-Uni        | Mitchelton-Scott   | + 5 min 55 s        |
| 8e                 | Rigoberto Urán     | Colombie           | EF Pro Cycling     | + 6 min 5 s         |
| 9e                 | Tom Dumoulin       | Pays-Bas           | Jumbo-Visma        | + 7 min 24 s        |
| 10e                | Alejandro Valverde | Espagne            | Movistar           | + 12 min 12 s       |
| modifier           |                    |                    |                    |                     |

| Classement par points | Classement par points | Classement par points | Classement par points    | Classement par points |
| --------------------- | --------------------- | --------------------- | ------------------------ | --------------------- |
|                       | Coureur               | Pays                  | Équipe                   | Point(s)              |
| 1er                   | Sam Bennett           | Irlande               | Deceuninck-Quick Step    | 319 points            |
| 2e                    | Peter Sagan           | Slovaquie             | Bora-Hansgrohe           | 264 pts               |
| 3e                    | Matteo Trentin        | Italie                | CCC                      | 250 pts               |
| 4e                    | Bryan Coquard         | France                | B&B Hotels-Vital Concept | 173 pts               |
| 5e                    | Caleb Ewan            | Australie             | Lotto-Soudal             | 158 pts               |
| 6e                    | Julian Alaphilippe    | France                | Deceuninck-Quick Step    | 150 pts               |
| 7e                    | Wout van Aert         | Belgique              | Jumbo-Visma              | 147 pts               |
| 8e                    | Søren Kragh Andersen  | Danemark              | Sunweb                   | 138 pts               |
| 9e                    | Michael Mørkøv        | Danemark              | Deceuninck-Quick Step    | 129 pts               |
| 10e                   | Tadej Pogačar         | Slovénie              | UAE Emirates             | 123 pts               |
| modifier              |                       |                       |                          |                       |

| Classement du meilleur grimpeur | Classement du meilleur grimpeur | Classement du meilleur grimpeur | Classement du meilleur grimpeur | Classement du meilleur grimpeur |
| ------------------------------- | ------------------------------- | ------------------------------- | ------------------------------- | ------------------------------- |
|                                 | Coureur                         | Pays                            | Équipe                          | Point(s)                        |
| 1er                             | Richard Carapaz                 | Équateur                        | Ineos Grenadiers                | 74 points                       |
| 2e                              | Tadej Pogačar                   | Slovénie                        | UAE Emirates                    | 72 pts                          |
| 3e                              | Primož Roglič                   | Slovénie                        | Jumbo-Visma                     | 67 pts                          |
| 4e                              | Marc Hirschi                    | Suisse                          | Sunweb                          | 62 pts                          |
| 5e                              | Miguel Ángel López              | Colombie                        | Astana                          | 51 pts                          |
| 6e                              | Benoît Cosnefroy                | France                          | AG2R La Mondiale                | 36 pts                          |
| 7e                              | Pierre Rolland                  | France                          | B&B Hotels-Vital Concept        | 36 pts                          |
| 8e                              | Nans Peters                     | France                          | AG2R La Mondiale                | 31 pts                          |
| 9e                              | Richie Porte                    | Australie                       | Trek-Segafredo                  | 28 pts                          |
| 10e                             | Lennard Kämna                   | Allemagne                       | Bora-Hansgrohe                  | 27 pts                          |
| modifier                        |                                 |                                 |                                 |                                 |

| Classement général du meilleur jeune | Classement général du meilleur jeune | Classement général du meilleur jeune | Classement général du meilleur jeune | Classement général du meilleur jeune |
|                                      | Coureur                              | Pays                                 | Équipe                               | Temps                                |
| ------------------------------------ | ------------------------------------ | ------------------------------------ | ------------------------------------ | ------------------------------------ |
| 1er                                  | Tadej Pogačar                        | Slovénie                             | UAE Emirates                         | en 83 h 30 min 38 s                  |
| 2e                                   | Enric Mas                            | Espagne                              | Movistar                             | + 3 min 22 s                         |
| 3e                                   | Valentin Madouas                     | France                               | Groupama-FDJ                         | + 1 h 35 min 35 s                    |
| 4e                                   | Daniel Felipe Martínez               | Colombie                             | EF Pro Cycling                       | + 1 h 51 min 32 s                    |
| 5e                                   | Lennard Kämna                        | Allemagne                            | Bora-Hansgrohe                       | + 2 h 10 min 21 s                    |
| 6e                                   | Harold Tejada                        | Colombie                             | Astana                               | + 2 h 29 min 13 s                    |
| 7e                                   | Niklas Eg                            | Danemark                             | Trek-Segafredo                       | + 2 h 42 min 1 s                     |
| 8e                                   | Marc Hirschi                         | Suisse                               | Sunweb                               | + 2 h 43 min 0 s                     |
| 9e                                   | Neilson Powless                      | États-Unis                           | EF Pro Cycling                       | + 2 h 56 min 52 s                    |
| 10e                                  | Pavel Sivakov                        | Russie                               | Ineos Grenadiers                     | + 4 h 6 min 17 s                     |
| modifier                             |                                      |                                      |                                      |                                      |

| Classement par équipes | Classement par équipes | Classement par équipes | Classement par équipes |
|                        | Équipe                 | Pays                   | Temps                  |
| ---------------------- | ---------------------- | ---------------------- | ---------------------- |
| 1re                    | Movistar               | Espagne                | en 250 h 35 min 44 s   |
| 2e                     | Jumbo-Visma            | Pays-Bas               | + 24 min 36 s          |
| 3e                     | Bahrain-McLaren        | Bahreïn                | + 58 min 47 s          |
| 4e                     | EF Pro Cycling         | États-Unis             | + 1 h 15 min 27 s      |
| 5e                     | Ineos Grenadiers       | Royaume-Uni            | + 1 h 19 min 38 s      |
| 6e                     | Trek-Segafredo         | États-Unis             | + 1 h 32 min 43 s      |
| 7e                     | Astana                 | Kazakhstan             | + 1 h 39 min 58 s      |
| 8e                     | AG2R La Mondiale       | France                 | + 2 h 46 min 56 s      |
| 9e                     | UAE Emirates           | Émirats arabes unis    | + 3 h 10 min 46 s      |
| 10e                    | Mitchelton-Scott       | Australie              | + 3 h 19 min 13 s      |
| modifier               |                        |                        |                        |

## Abandons
- Jonathan Castroviejo (Ineos Grenadiers) : non-partant
- Michael Gogl (NTT Pro Cycling) : non-partant
- Lukas Pöstlberger (Bora-Hansgrohe) : abandon